# Балхус, Мосаб
Моса́б Балхус (араб. مُصعَب بَلحُوس‎; род. 5 октября 1983 или 5 октября 1982, Хомс) — сирийский футбольный вратарь, рекордсмен по количеству матчей за сборную Сирии (86 матчей).

## Биография

### Игровая карьера
В течение девяти сезонов играл за клуб «Аль-Карама», в составе которого выиграл четыре чемпионских титула, 4 Кубка Сирии и Суперкубок Сирии в 2008 году. Помимо национальных титулов, «Аль-Карама» в 2006 году дошла до финала Азиатской лиги чемпионов, в котором по сумме двух матчей 3-2 проиграла южнокорейскому «Чонбук Хёндэ Моторс».
В октябре 2011 года на правах аренды присоединился к клубу «Аль-Вахда» из Дамаска. Затем он играл за «Аль-Шорту» и в Омане за «Дофар».
В феврале 2019 года подписал контракт с клубом «Аль-Карама» до конца сезона.

### Карьера в сборной
За сборную Сирии сыграл 86 матчей, благодаря чему является рекордсменов среди футболистов национальной сборной. На Кубке Азии 2011 года был основным вратарём и сыграл в трёх матчах группового этапа — со сборными Саудовской Аравии (2:1), Японии (1:2) и Иордании (1:2).

## Достижения
«Аль-Карама»
- Чемпион Сирии (4) : 2005/06, 2006/07, 2007/08, 2008/09
- Обладатель Кубка Сирии (4) : 2006/07, 2007/08, 2008/09, 2009/10
- Обладатель Суперкубка Сирии (1) : 2008
- Финалист Лиги чемпионов АФК (1) : 2006
- Финалист Кубка АФК (1) : 2009